# Lower Boddington
Lower Boddington är en by i civil parish Boddington, i distriktet West Northamptonshire, i grevskapet Northamptonshire, i England. Byn är belägen 14 km från Daventry. Orten har 269 invånare (2009). Lower Boddington var en civil parish fram till 1935 när blev den en del av Boddington. Civil parish hade 127 invånare år 1931.